# 1772 Gagarin
1772 Gagarin este un asteroid din centura principală, descoperit pe 6 februarie 1968, de Liudmila Cernîh.